# Stanisław Tarnowski
Pour l’article homonyme, voir Stanisław Tarnowski (peintre) pour l'artiste.
Stanisław Kostka Tarnowski, armoiries Leliwa, né le 7 novembre 1837 à Dzików (pl) et mort le 31 décembre 1917 à Cracovie, est un historien de la littérature polonaise, deux fois recteur de l'université Jagellonne de Cracovie et chef de file des conservateurs connu sous le nom du groupe de Stanczyk.

## Biographie
Fils de Jan Bogdan Tarnowski, armoiries Leliwa, et de Gabriela née Małachowska, armoiries de Nałęcz, le jeune comte Stanisław Tarnowski étudie le droit et la philosophie à l'université de Cracovie puis à l'université de Vienne. Patriote polonais dans une Pologne occupée par les trois puissances voisines, il entretient des relations avec l’aile de l’émigration polonaise groupée à Paris, à l’Hôtel Lambert, autour du prince Władysław Czartoryski. Tarnowski lui fournit des informations sur l'état et l'actualité du pays et collecte des fonds pour soutenir la cause de l'indépendance polonaise.
Pendant l'insurrection polonaise de 1863, Tarnowski s'engage auprès du Bureau de Cracovie et dans le département militaire du Comité Civique de la Galice Occidentale. Il participe à la formation de l'unité du général Zygmunt Jordan. Après la défaite du soulèvement, il est emprisonné par les autorités autrichiennes et passe deux ans en prison à Olomouc, d'où il est libéré lors de l'amnistie générale.
Après sa grâce, Tarnowski prend la tête du mouvement Stanczyk, le fer de lance idéologique du conservatisme galicien. Cracovie est alors le centre de l’école historique qui propose aux Polonais une nouvelle vision de leur passé. Relançant la grande interrogation qui pèse sur la conscience collective polonaise, les historiens de Cracovie appliquent leur réflexion aux causes du partage de la Pologne. Conduit à la lumière du drame de 1863 - la repression des occupants qui suit cette défaite est sanglante et sans précédant - cet examen les mène à une réinterprétation du passé national qui fait apparaître que les appétits des puissances occupantes ne suffisent pas à expliquer la disparition de l’indépendance nationale. Les Polonais sont également responsables des malheurs qui les ont frappés.
En 1866, Tarnowski cofonde, rédige et publie le mensuel Przegląd Polski (La Revue Polonaise) sur les pages duquel est proclamé le programme des conservateurs de Cracovie.
À partir de 1867, il siège à la diète de la Galicie (en).
Après son mariage avec Róża Branicka, la fille du comte Konstanty Branicki et de Jadwiga Potocka, Tarnowski s'installe dans le palais de Montelupich, la somptueuse maison de ville offerte à Róża par son père. Le salon qui y tiennent les Tarnowski devient le centre de la vie sociale de la haute sphère de la société cracovienne.
Le couple a trois enfants :
- Elzbieta (Cracovie 1875-Montrésor 1955) mariée à Cracovie en 1898 à Janos, comte Esterházy von Galantha (Bratislava 1864-Veľké Zálužie 1905).
- Jadwiga (Cracovie 1879-Cracovie 1945) mariée à Cracovie en 1901 au comte Hilary Aleksander Bninski (Oborniki Śląskie 1873-Cracovie 1946)
- Hieronimus (Cracovie 1884-Cracovie 1945) marié à Cracovie en 1914 à la comtesse Wanda Zamoyska (Cracovie 1892-Londres 1965).

En 1869, Przegląd Polski publie Teka Stanczyka (le dossier de Stanczyk) qui donnera le nom au mouvement et qui a pour auteurs Stanisław Kozmian, Józef Szujski, Stanisław Tarnowski et Ludwik Wodzicki. Leur programme prône la formation des élites polonaises capables d’assumer des responsabilités politiques, administratives, économiques et culturelles. La restauration de l’indépendance nationale est désormais considérée comme un objectif dont la réalisation ne peut être envisagée qu’à moyen, voire à long terme. Cette voie du « travail organique » marque une rupture avec le romantisme révolutionnaire des générations précédentes. Tarnowski pense également que : « notre liberté doit être liée à celle des autres peuples de la Monarchie (autrichienne) faute de quoi elle demeurera fragile et impuissante. »
En 1872, Tarnowski est nommé à la chaire de littérature polonaise de l'université Jagellonne de Cracovie dont il est par deux fois recteur. À partir de 1873, il est membre de l'Académie des connaissances qui deviendra en 1919 l'Académie polonaise des arts et sciences, qu'il présida de 1890 jusqu'à sa mort en 1917.
En 1885, il devient membre de la chambre haute du Reichsrat à Vienne et copropriétaire du périodique Czas (le Temps), le principal organe des conservateurs.
Tarnowski est un excellent orateur, attirant de nombreux auditeurs à ses cours et conférences universitaires. Parmi ses étudiants figurent, entre autres, Józef Kallenbach, Kazimierz Przerwa-Tetmajer, Lucjan Rydel, Stanisław Windakiewicz. Il juge la littérature polonaise d'un point de vue patriotique et moral et se bat contre les œuvres des modernistes. Il s'occupe principalement de la littérature polonaise des XVIe et XIXe siècles. Dans ses recherches, il met l'accent sur le portrait psychologique de l'auteur, et dans une moindre mesure sur sa biographie. Il apprécie les œuvres de Zygmunt Krasiński, Józef Szujski, Henryk Sienkiewicz, il se montre réticent envers le réalisme et il attaque fortement la Jeune Pologne.

## Œuvres
- Pisarze Polit. XVI w.
- Ksiadz Walerian Kalinka, 1887
- Jan Kochanowski, 1888
- Zygmunt Krasiński, 1892
- Matejko, 1897
- Julian Klaczko, 1909